# Yumi Obe
Yumi Obe (大部 由美, Ōbe Yumi, nascida em 15 de fevereiro de 1975, em Sakaiminato) é uma ex-futebolista japonesa que atuava como zagueira.

## Carreira
Obe representou a Seleção Japonesa de Futebol Feminino, nas Olimpíadas de 1996 e 2004. 